# Хунан
Хунан (кин: 湖南, Húnán - јужно од језера Дунгтинг) је покрајина на југоистоку централне Кине. Главни град покрајине је Чангша. Покрајина има површину од 210.800 km² и 66.980.000 становника (2004). 